# Kasseien Omloop Exloo
La Kasseien Omloop Exloo va ser una cursa ciclista femenina d'un dia que es disputà anualment al poble d'Exloo, al municipi de Borger-Odoorn, als Països Baixos.

## Palmarès
| Any  | Vencedora         | Segona           | Tercera           |
| ---- | ----------------- | ---------------- | ----------------- |
| 2007 | Moniek Rotmensen  | Kirsten Wild     | Claudia Witteveen |
| 2008 | Kirsten Wild      | Adrie Visser     | Elise van Hage    |
| 2009 | Chantal Blaak     | Chloe Hosking    | Adrie Visser      |
| 2010 | Regina Bruins     | Kirsten Wild     | Marie Lindberg    |
| 2011 | Christine Majerus | Liesbet De Vocht | Martina Zwick     |